# Édouard Bonnefous
 (juin 2020).
Si vous disposez d'ouvrages ou d'articles de référence ou si vous connaissez des sites web de qualité traitant du thème abordé ici, merci de compléter l'article en donnant les références utiles à sa vérifiabilité et en les liant à la section « Notes et références ».
Édouard Bonnefous, né le 24 août 1907 à Paris où il est mort le 24 février 2007, est un homme politique français.

## Biographie[2]
Édouard Bonnefous est le fils du ministre Georges Bonnefous ; il fait de brillantes études : lycée Janson-de-Sailly, école Fontanes, Sciences po, Institut des Hautes Études Internationales. Il voyage à travers le monde, est journaliste et critique de théâtre.
Il est membre du Comité de libération de Seine-et-Oise. Battu aux élections des deux Assemblées nationales constituantes, il est député UDSR de Seine-et-Oise de 1946 à 1958. Il préside la commission des affaires étrangères de l'Assemblée nationale de 1948 à 1952. Il est ministre à plusieurs reprises sous la IVe République. Il soutient le retour du général de Gaulle en 1958.
Élu au Sénat pour la Seine-et-Oise puis pour les Yvelines en 1959, il siège dans le groupe Gauche démocratique jusqu’en 1986. Il y préside la commission des finances de 1972 à 1986. Sa vie parlementaire aura ainsi duré quarante ans.
Il est le fondateur du prix Édouard-Bonnefous à l'Institut de France, destiné à "récompenser alternativement une œuvre qui aura contribué à alléger le poids de l'État sur les citoyens et une œuvre consacrée à la défense de l'homme et de son environnement".

## Fonctions gouvernementales
- Ministre du Commerce du gouvernement Edgar Faure (1) (du 20 janvier au 8 mars 1952)
- Ministre d'État du gouvernement René Mayer (du 8 janvier au 28 juin 1953)
- Ministre des PTT du gouvernement Edgar Faure (2) (du 23 février 1955 au 1er février 1956)
- Ministre des Travaux publics, des Transports et du Tourisme du gouvernement Maurice Bourgès-Maunoury (du 13 juin au 6 novembre 1957)
- Ministre des Travaux publics, des Transports et du Tourisme du gouvernement Félix Gaillard (du 6 novembre 1957 au 14 mai 1958)
- Ministre des Travaux publics, des Transports et du Tourisme du gouvernement Pierre Pflimlin (du 14 mai au 1er juin 1958)

## Autres fonctions
- Conseiller régional d’Île-de-France de 1986 à 1992
- Président de la  Commission des Finances du Sénat : 9 novembre 1972 au 1er octobre 1986
- Membre de l'Assemblée parlementaire du Conseil de l'Europe
- Membre de l'Assemblée de l'Union de l'Europe occidentale
- Délégué aux Nations unies
- Vice-président de l’Institut océanographique de Paris le 20 octobre 1966
- Il a également été professeur à l’Institut de Hautes études internationales pendant 25 ans.
- Président du Conservatoire national des arts et métiers de 1976 à 1988.
- Président du Conseil d’administration de l’Institut océanographique de 1992 à 1996.

## Distinctions honorifiques
- Il a été membre de l'académie des sciences morales et politiques
- Chancelier de l’institut de France de 1978 à 1993 puis chancelier honoraire
- Membre de l'académie nationale de médecine, élu en 1980
- Président de la fondation Singer-Polignac (1984) puis président d'honneur (2006)
- Premier vice-président du cercle interallié
- Président d'honneur de l'académie des sciences morales, des lettres et des arts de Versailles et d'Île-de-France
- Ancien membre du conseil d’administration de la chancellerie des universités de Paris
- Ancien président de l’institut océanographique de Monaco
- Membre d'honneur du Comité de France (1990)
- Récipiendaire de la grande médaille d'or de la Société d'encouragement au progrès (1995)

### Décorations françaises
- Commandeur de l'ordre du Mérite commercial et industriel, de droit en tant que ministre du Commerce[4].
- Commandeur de l'ordre du Mérite postal, de droit en tant que ministre des PTT[5].
- Commandeur de l'ordre du Mérite touristique, de droit en tant que ministre du Tourisme[6].

### Décorations étrangères
- Grand-croix du mérite de la République argentine,
- Grand officier du Brésil,
- Grand-croix du Chili
- Grand-croix du Condor des Andes de la République Bolivienne
- Grand-croix de l'ordre de la Couronne d'Italie
- Grand officier de l'ordre du Mérite de la République italienne‎[7]
- Grand officier de l'ordre de Léopold
- Grand officier de l'ordre pro Merito Melitensi
- Grand officier de l’ordre souverain de Malte
- Grand-croix du Maroc
- Grand-croix du Pérou
- Grand-croix du Portugal
- Commandeur de l'ordre de Saint-Olaf (Norvège)
- Officier de l'ordre de la Pléiade

### Prix

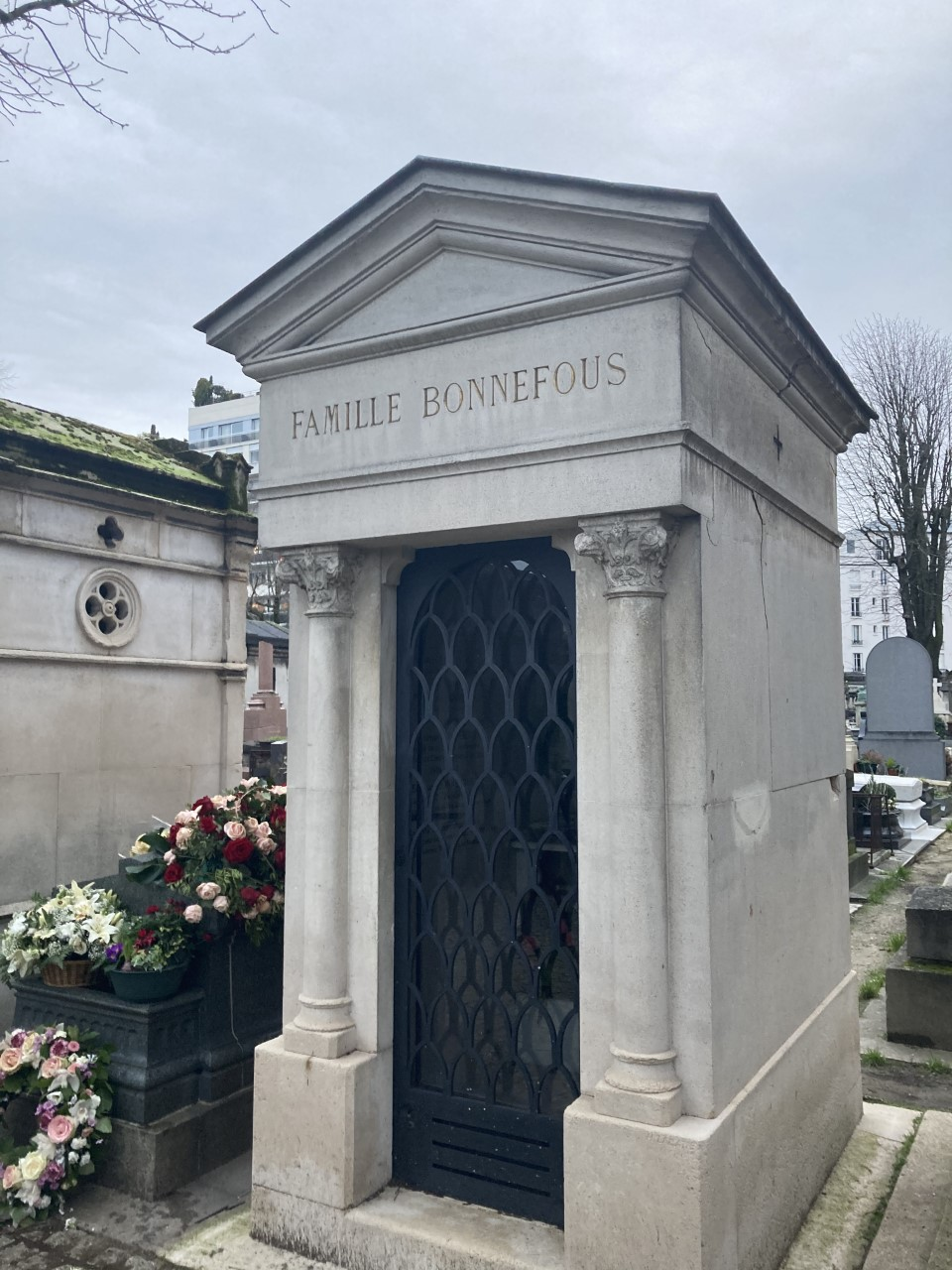
Chapelle funéraire où est inhumé Édouard Bonnefous au cimetière de Passy (division 4).

- Prix de l’environnement du Conseil général des Yvelines
- Prix du Fonds français pour la Nature et l’Environnement, 1976
- Médaille du Mérite européen, 1985
- Grande médaille d’or de la Société d’encouragement au progrès, 1995
- Prix de la Société de géographie de Paris, 1953 pour l’Europe face à son destin
- Médaille du cercle interallié (1992)

## Œuvres
Il a notamment publié :
- L'idée européenne et sa réalisation, 1950
- L'Europe face à son destin, 1952
- Histoire politique de la Troisième République  - 1906-1940, (avec Jean-Louis Pierron)
- Les Milliards qui s'envolent, Fayard, 1963
- L'Homme ou la nature ?, 1970
- Avant l'Oubli, 1985, ed. Laffont
- Réconcilier l'homme et la nature, 1990
- La société dans les encycliques de Jean-Paul II, 2000 (avec Patrick Valdrini)
- L'environnement en péril, 2001
- La construction de l'Europe, 2002